# سیارک ۷۶۰۴
سیارک ۷۶۰۴ (به انگلیسی: 7604 Kridsadaporn، نامگذاری:1995QY2) هفت هزار و ششصد و چهارمین سیارک کشف شده‌است که در ۳۱ اوت ۱۹۹۵ کشف شد.
قدر مطلق سیارک برابر ۲۴.۵ است.